# Canthidium batesi
Canthidium batesi är en skalbaggsart som beskrevs av Edgar von Harold 1867. Canthidium batesi ingår i släktet Canthidium och familjen bladhorningar. Inga underarter finns listade.